# Friedrich Hotze
Friedrich Hotze (* 28. Juli 1833 in Mainz; † 7. Mai 1900 in Triest) war k. u. k. Feldmarschallleutnant, Militärschriftsteller und Lehrer.

## Leben
Hotze war der Sohn eines Lehrers und kam 1847 aus dem Regiments-Knaben-Erziehungshaus in Hall in Tirol in das dort stationierte Regiment Kaiserjäger. Er machte den Feldzug von 1849 in Italien als Kadett-Unterjäger mit. 1852 wurde er Leutnant, ging dann auf die Kriegsschule und wurde 1857 Oberleutnant und 1858 Hauptmann im Generalstab. Im Krieg von 1859 erhielt er für Magenta eine Belobigung und für Solferino das Militär-Verdienstkreuz. Er folgte Maximilian nach Mexiko und kam als Hauptmann des Mexikanischen Freikorps in dessen Stab. Für seine Dienste erhielt er den Orden der Eisernen Krone III. Klasse. Im Jahr 1867 ging er zur österreichisch-ungarischen Armee zurück, wo er in den Generalstab versetzt wurde, wo er bis zum August 1875 blieb. Im Jahr 1869 wurde er Lehrer an der Kriegsschule. Am 17. Dezember 1870 wurde er dann zum Major befördert, ab 1871 war er Professor der Taktik am Zentral-Infanteriekurs. Er kehrte aber zur Truppe zurück und kam zum 75. Infanterie-Regiment. Er wurde im November 1875 Oberstleutnant und bekam 1877 das Kommando über das zugehörige Reserve-Regiments. 1878 wurde er zum Oberst befördert und dann zum Kommandanten des Infanterie-Regiments Nr. 36 in Prag ernannt. Sein Nachfolger als Kommandeur wurde der Kronprinz Rudolf, 1879 kam er dafür als Kommandeur zum Infanterie-Regiment Nr. 75 und 1883 wurde er als Kommandant zu 16. Infanterie-Brigade in Triest versetzt. Dort wurde er 1884 Generalmajor und 1886 Kommandant des Stabsoffizierskorps der 31. Infanterie-Division und Inspektor der Armee-Schießschule. 1888 wurde er dann zum Feldmarschallleutnant ernannt und 1889 als Kommandant der 31. Infanterie-Division nach Budapest versetzt, aber bereits 1890 dem Kommando des 15. Korps in Sarajevo zugeteilt. Hier trat er 1893 in den Ruhestand und starb am 7. Mai 1900 in Triest.

## Werke
Hotze war erfolgreich als Lehrer und Militär-Schriftsteller tätig. Er schrieb mehrere Bücher und verfasste Artikel für Zeitschriften und Zeitungen. Er schrieb u. a.:
- 1873 Veränderung und Vereinfachung in den taktischen Reglements der Infanterie
- 1875 Der Dienst der Vorposten im Sinne des euen Dienstreglements
- 1877 Die theoretisch-taktischen Sommer- und Winterarbeiten der Truppenoffiziere
- 1878/89 Gesammelte taktische Aufsätze, 2 Bände aus Streffleurs Österreichische Militär-Zeitung
- 1889 Die Taktischen Reglements der drei Waffen